# Рай-Олександрівська сільська рада
| Рай-Олександрівська сільська рада — колишній орган місцевого самоврядування у ліквідованому Слов'янському районі Донецької області з адміністративним центром у c. Рай-Олександрівка. Сільській раді підпорядковані населені пункти: - c. Рай-Олександрівка - с. Пискунівка - с. Стародубівка |

## Склад ради
Рада складається з 16 депутатів та голови.

## Керівний склад сільської ради
| ПІБ                             | Основні відомості                                                         | Дата обрання | Дата звільнення |
| ------------------------------- | ------------------------------------------------------------------------- | ------------ | --------------- |
| Руденський Віктор Володимирович | Сільський голова, 1960 року народження, освіта, член Партії регіонів      | 26.03.2006   | 08.12.2006      |
| Руденський Андрій Олександрович | Сільський голова, 1964 року народження, освіта, член Партії регіонів      | 25.03.2007   | 31.10.2010      |
| Ендеберя Наталія Олександрівна  | Сільський голова, 1971 року народження, освіта вища, член Партії регіонів | 17.07.2011   | 02.06.2013      |
| Білоусова Галина Іванівна       | Сільський голова, 1967 року народження, освіта вища, член Партії регіонів | 02.06.2013   |                 |

Примітка: таблиця складена за даними джерела